# Triploide

Imagem mostra os cromossomos triplóides (triplo) em relação aos demais: haplóides (simples), diplóides (duplo), e tetraplóides (quadruplo). sendo os dois últimos exemplos de poliploidia

Na biologia, o termo triploide pode se referir a estruturas vegetais poliploides com mutação genômica tendo três genomas idênticos (3n - AAA). No contexto de aneuploidias, o termo triploidia é utilizado para descrever uma anormalidade cromossômica na gestação caracterizada pela presença de 3 conjuntos cromossômicos no feto, equivalente a 69 cromossomos totais ao invés do número normal (46). No contexto da piscicultura, a triploidia é, por vezes, intencionalmente induzida a fim de aumentar a taxa de crescimento de peixes e induzir sua esterilidade.

## Etimologia
A palavra "triploide" (do latim) triplus+oide e (do francês) triploïde é uma composição de duas palavras: A primeira é uma derivação de tri- que significa três+ -ploide grupos de cromossômicos. Onde -ploide é uma combinação de -παλτος grego clássico (-paltos), -πλος (-plos), -πλόος (-plóos, "fold"), e a partir de oid -ειδής grego clássico (-eidḗs), -οειδής (-oeidḗs), a partir de εἶδος (eidos, "forma, semelhança")
O sentido principal (do grego) ἁπλόος haploos é "duas vezes", a partir de ἅμα, o que significa, "duas vezes ao mesmo tempo". Daí o sentido secundário de "single", uma vez que dobrar a -dupla produzindo uma unidade. Assim, aquele ou o que possui trios de cromossomos homólogos (3n = 69), ao invés dos pares de cromossomos homólogos habituais (2n = 46)'.
Ser triploide significa dizer que a espécime tem seu material genético organizado em trios de cromossomos homólogos.

## História

### Origem
Ela surge quando plantas tetraploides (4n) ou diploides (2n) com gametas não reduzidos, ou seja, que produzem gametas 2n viáveis, se unem na fertilização com gametas haploides (n)
Os triploide são estéreis devido à irregularidade na meiose. Os mesmos crescem vigorosamente e dão frutos grandes com pouca ou nenhuma semente. Para se estabelecer na natureza a planta se propaga vegetativamente. Ou por meio de cruzamento de genomas.
Um gameta não reduzido (2n) se uniu a um gameta normal (n), produzindo um indivíduo triploide (3n), com genoma AAA.
Somas de ploidias:
Um genoma haploide (n) A + Diploide (2n) AA =
Triploides (3n) AAA
Os frutos triploides são mais saborosos em relação aos da mesma espécie com números genômicos distintos. Um exemplo disso é a melancia sem semente, triploides do Japão, nascida do cruzamento de plantas diploides (2n) com tetraploides (4n). Tal reprodução ocorre por partenocarpia, desenvolvimento do ovário na flor em um fruto sem fertilização porém, a produção de sementes triploides torna-se inviáveis devido a quantidade de mão-de-obra para fazer os cruzamentos entre as plantas 2n e 4n.